# رجل الذئب الماجلاني
رجل الذئب الماجلاني (الاسم العلمي:Lycopodium magellanicum) هو نوع من النباتات يتبع جنس رجل الذئب من فصيلة الرجل ذئبية.